# Розанна Каспер

Розанна Каспер (англ. Rosanna Casper; Мілвокі, Вісконсин, США) — американська письменниця, підприємець. Відома як авторка бестселеру «Велика книга 30-денних викликів».

## Біографія
Розанна Каспер почала експериментувати із 30-денними викликами у 2014 році, ставити собі нові завдання і випрацьовувати корисні звички. Згодом цей досвід трансформувався у блог, а потім — у «Велику книгу 30-денних викликів. 60 програм формування звичок для кращого життя» 2017. Відтоді вона встигла стати мамою, започаткувати невеличкий бізнес, змінити місто проживання і допомогти собі і тисячам людей крок за кроком покращити якість свого життя.

## «Велика книга 30-денних викликів. 60 програм формування звичок для кращого життя»
Книжка американської письменниці Розанни Каспер — Сповнена дієвих порад про те, як покращити усі аспекти життя, зокрема, фізичний стан, харчування, свідомість, стосунки, кар’єру та багато іншого, ця книжка допоможе вам сформувати усталені звички завдяки 30-денним викликам.
Авторка дає десятки практичних підказок, розповідає про допоміжні ресурси і розкриває секрети, що підтримуватимуть вашу мотивацію і наполегливість протягом 30-ти днів і потому. Якщо ви готові до позитивних змін у житті, просто оберіть виклик і прийміть його!.

## Українські переклади
- Велика книга 30-денних викликів. 60 програм формування звичок для кращого життя / Розанна Каспер ; пер. з англ. Олени Замойської. — Львів : Видавництво Старого Лева, 2020. — 128 с.